# 豚テシオウイルス性脳脊髄炎
豚エンテロウイルス性脳脊髄炎（ぶたえんてろういるすせいのうせきずいえん、英:porcine enterovirus polioencephalomyelitis）とは豚テッショウウイルスあるいは豚エンテロウイルス感染を原因とする豚の感染症。
日本では家畜伝染病予防法において届出伝染病に指定されており、対象動物は豚、猪。なお、日本獣医学会の提言で法令上の名称が「豚エンテロウイルス性脳脊髄炎」から「豚テシオウイルス性脳脊髄炎」に変更された。

## 特徴
豚テッショウウイルス、豚エンテロウイルスはピコルナウイルス科に属するRNAウイルスである。糞便とそれにより汚染された飼料、器具を介して経口的、経鼻的に感染が成立する。症状は神経症状を主体とし、病理学的には灰白質の非化膿性炎が認められる。特別な治療方法はなく、対症療法が行われる。